# Metropia
Metropia è un film di animazione del 2009 diretto da Tarik Saleh, una pellicola di produzione scandinava di genere fantascientifico.

## Trama
2024: le risorse energetiche tradizionali (combustibili fossili, gas, carbone, uranio) si sono completamente esaurite (confermando la teoria profetizzata dal pastore inglese Thomas Robert Malthus nel Saggio sul principio della popolazione e i suoi effetti sullo sviluppo futuro della società), le borse e i mercati sono crollati, scatenando a sanguinose guerriglie a livello locale.
L'Europa è riunita in un'unica macro-nazione, controllata dalla Trexx, azienda che ha costruito un intricato sistema di metropolitane e treni sotterranei che collegano le città superstiti, visto che le comunicazioni postbelliche sono divenute inutilizzabili a causa dei conflitti e dell'inquinamento conseguito all'abnorme spreco di risorse che ha causato la crisi energetica.
La Trexx governa in modo autoritario, controllando uno per uno tutti i cittadini, grazie allo shampoo-sapone Dangst (parola-macedonia gergale che in lingua tedesca indica uno stato d'animo di angoscia disperante), inventato dall'amministratore delegato Ivan Bahn. Il Dangst è un liquido igienizzante che contiene micro-chip biomeccanici che si installano nei bulbi piliferi di chi ne fa uso, usando peli e capelli come antenne per trasmettere ciò che pensano le persone e le loro funzioni vitali al centro d'amministrazione della Trexx. Uno dei tanti che fa uso di quest diabolico sapone è Roger, un minuto omuncolo spesso in preda alla depressione o alla paranoia, che da qualche tempo sente un'inquietante vocina che parla nella sua testa e gli dice cosa fare.
Un giorno, nell'underground, Roger incontra Nina, un'attrice, presentatrice e show-girl che recita nel più seguito programma televisivo del continente.
L'ingenuo dipendente, succube del fascino fisico e psicologico esercitato da Nina (ed essendo anche segretamente innamorato di lei), si fa coinvolgere in una serie di intrighi, avventure, passioni ed attentati atti a porre fine alla tirannia della Trexx.

## Riconoscimenti
- 2009: 66ª Mostra internazionale d'arte cinematografica di Venezia
- *Premio Future Film Festival Digital
- 2009: São Paulo International Film Festival
  - Candidatura al premio International Jury Award
- 2009: Sitges - Festival internazionale del cinema fantastico della Catalogna
  - Candidatura al miglior film
- 2009: Festival del cinema di Stoccolma
  - Premio Best Music al compositore Krister Linder per la colonna sonora
  - Candidatura al premio Bronze Horse
- 2010: Nordic Council Film Prize
  - Candidatura al Nordic Council Film Prize